# D-8 (Ісламська вісімка)
Організація базується на наступних принципах взаємодії: мир замість конфліктів, діалог замість конфронтації, кооперація замість експлуатації, право замість подвійного стандарту, демократія замість гноблення і рівність замість дискримінації.
Органами управління «D-8» є Саміт, Рада і Комісія. Саміт — вищий орган глав держав/урядів. Збирається через рік. Рада складається з міністрів іноземних справ держав-членів. На ньому виробляються політичні рішення Самітів. Комісія — виконавчий орган «вісімки». Очолює її виконавчий директор, офіс якого знаходиться в Стамбулі. В Комісію входять представники держав-членів як координатори відповідних напрямків роботи Комісії. Організація заснована на Саміті 15 червня 1997 року в Стамбулі. Другий Саміт — Дакка, березень 1999 року. Третій Саміт проходив у Каїрі 25 лютого 2001 року. Четвертий саміт був у Джакарті (Індонезія) у грудні 2001 року.
Країни-члени: Бангладеш, Єгипет, Індонезія, Іран, Малайзія, Нігерія, Пакистан і Туреччина. Організація В рамках організації при Комісії створено 10 робочих груп: сільський розвиток (Бангладеш), торгівля (Єгипет), людські ресурси (Індонезія), телекомунікації та інформація (Іран), наука і технології (Іран), фінанси та банківська справа (Малайзія), енергія (Нігерія), сільське господарство (Пакистан), промисловість (Туреччина) та охорону здоров'я (Туреччина).